# Équipe d'Iran de rugby à XV
 (juillet 2019).

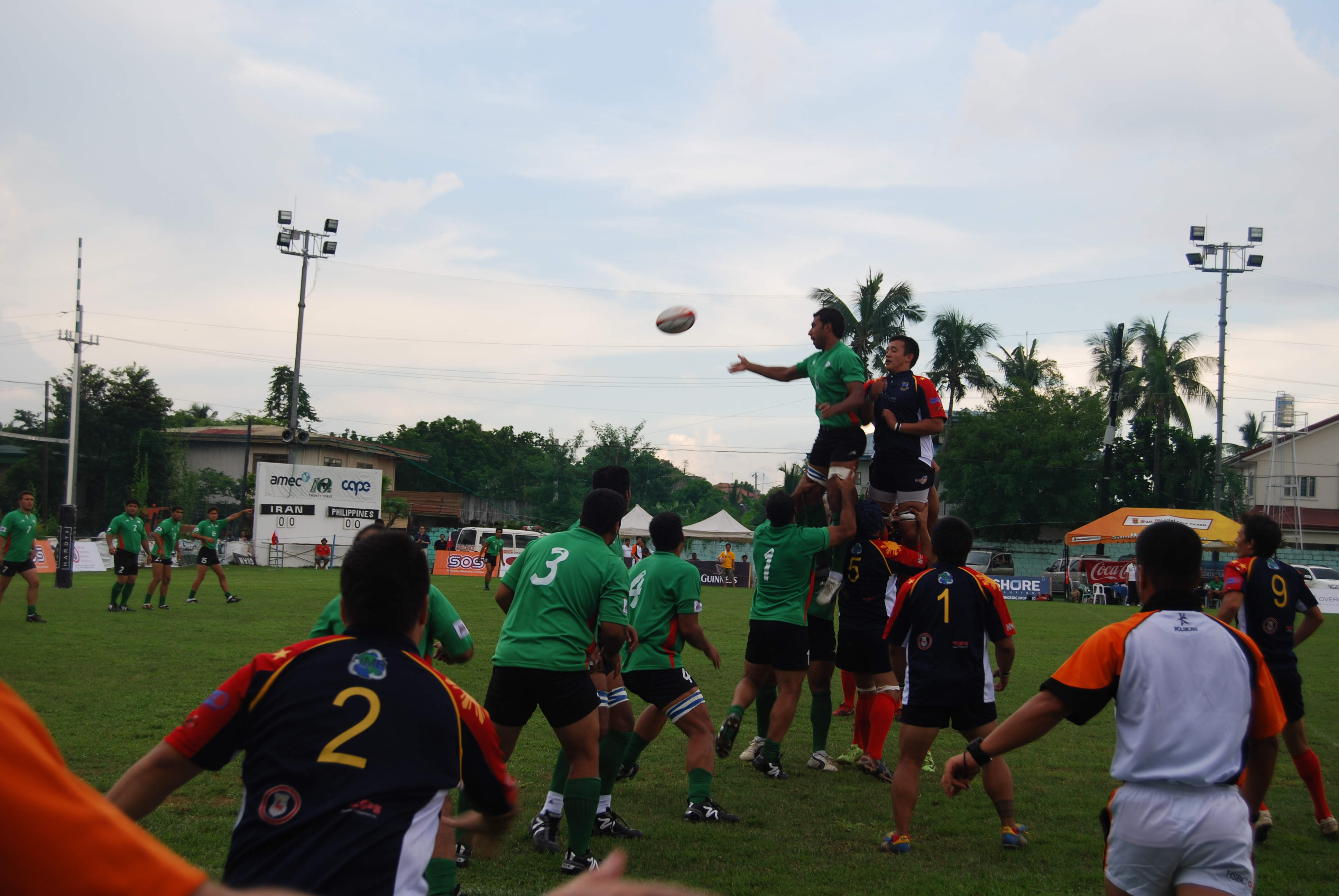
l'équipe d'iran en 2009 contre les phillipines

L'équipe d'Iran de rugby à XV rassemble les meilleurs joueurs de rugby à XV d'Iran.

## Histoire
L'équipe d'Iran joue et gagne son premier match international contre le Pakistan en 2007 sur le score de 22 à 11. En 2008, elle domine le Kirghizistan et l'Ouzbékistan lors d'un tournoi régional du Tournoi des cinq nations asiatique. En 2009, elle termine troisième de la troisième division de ce tournoi.

## Palmarès
- Vainqueur du tournoi régional du Kirghizistan lors du Tournoi des cinq nations asiatique 2008.